# Petrosia solusstrongyla
Petrosia solusstrongyla är en svampdjursart som beskrevs av Kazuo Hoshino 1981. Petrosia solusstrongyla ingår i släktet Petrosia och familjen Petrosiidae. Inga underarter finns listade i Catalogue of Life.